# Senato del Massachusetts
Il Senato del Massachusetts è la camera alta della Corte generale del Massachusetts. Essa si riunisce, insieme al Camera dei Rappresentanti, nel Campidoglio dello Stato del Massachusetts. 
È composta da 40 membri, ognuno dei quali eletti per un mandato biennale. I senatori non sono soggetti a un numero di mandati.